# Südpazifische Zyklonsaison 2021–2022
Die Südpazifische Zyklonsaison 2021–2022 ist der Zeitraum der Jahre 2021 und 2022, in dem sich im Südpazifik östlich von 160° östlicher Länge die meisten tropischen Wirbelstürme bilden. Die Saison startete offiziell am 1. November 2021 und endete am 30. April 2022. Zur Saison gehören jedoch alle tropischen Wirbelstürme, die sich im tropischen Zyklonjahr der Südhalbkugel zwischen dem 1. Juli 2021 und dem 30. Juni 2022 bilden.
Innerhalb des südpazifischen Beckens werden tropische Zyklone vom Regional Specialized Meteorological Centre (RSMC) überwacht, mit dessen Aufgaben der Fiji Meteorological Service in Nadi, Fidschi und durch ein Tropical Cyclone Warning Center (TCWC) in Wellington, das Meteorological Service of New Zealand betreibt. Das RSMC Nadi vergibt für alle Systeme, die innerhalb des Südpazifiks entstehen oder in dieses Gebiet ziehen, eine Bezeichnung, die aus dem Buchstaben F und einer laufenden zweistelligen Nummer besteht. Das Joint Typhoon Warning Center (JTWC) der Vereinigten Staaten gibt im Südpazifik inoffizielle Sturmwarnungen aus; dabei werden Stürme mit dem Buchstaben P und einer zweistelligen Zahl identifiziert. Die Sturmwarnungen des JTWC richten sich primär an militärische Einrichtungen der Vereinigten Staaten. Das RSMC Nadi und das TCWC Wellington wenden die australische Skala an, der andauernde zehnminütige Windgeschwindigkeiten zugrunde liegen, während das JTWC einminütige Windgeschwindigkeiten und die Saffir-Simpson-Hurrikan-Windskala verwendet.

## Belege
1. ↑  Tropical Cyclone Operational Plan for the South Pacific and South-East Indian Ocean. (PDF; 860 kB) In: RA V Tropical Cyclone Committee. World Meteorological Organization, abgerufen am 29. Dezember 2013 (englisch).